# Museo Salzillo

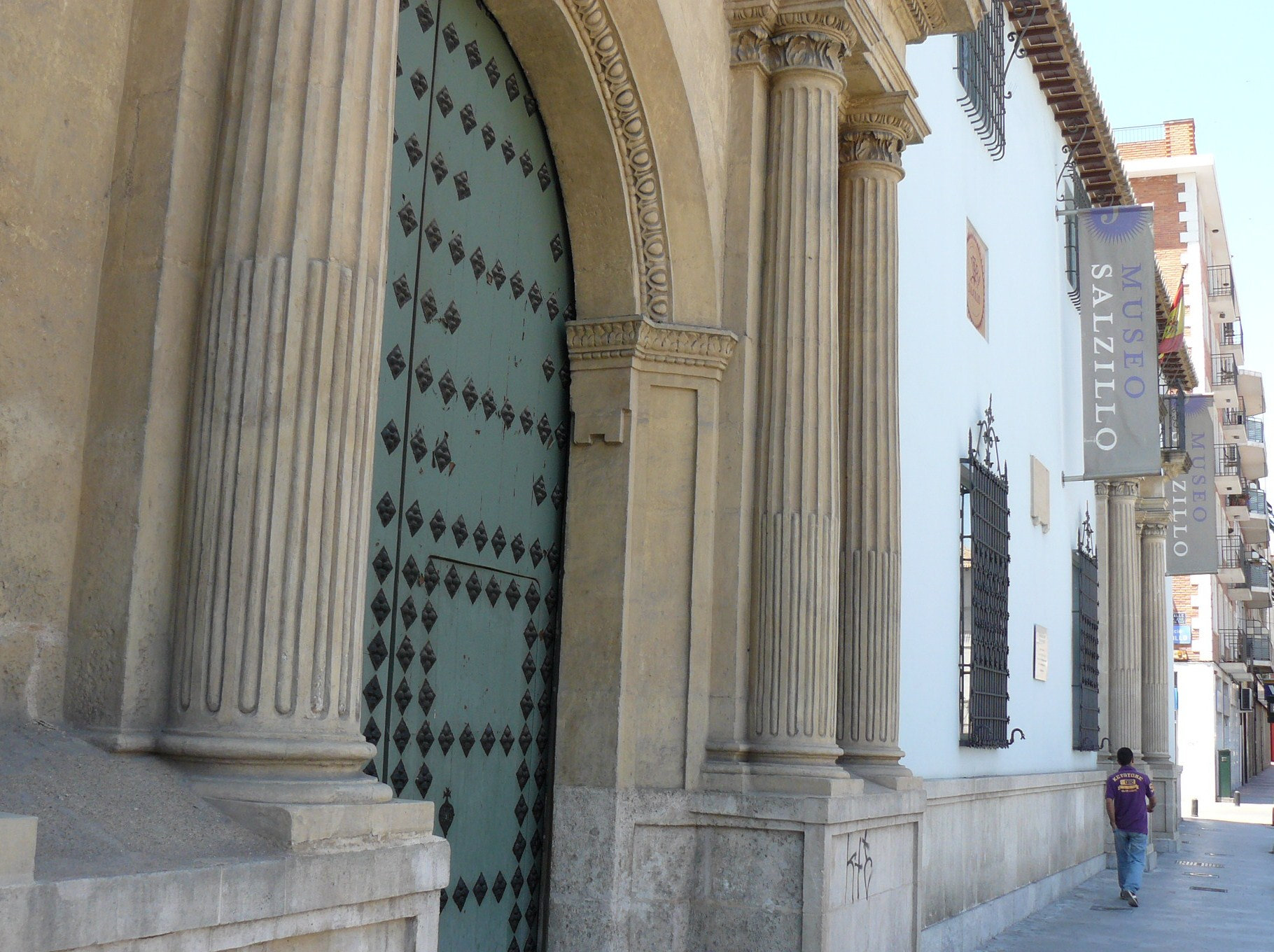
Museo Salzillo w Murcji

Museo Salzillo (Muzeum Francisco Salzillo) – muzeum w Murcji w Hiszpanii, poświęcone twórczości Francisco Salzillo. Zlokalizowane w centrum miasta przy Plaza de San Agustín.
Muzeum prezentuje rzeźby wykonane przez artystę, w tym przede wszystkim figury noszone podczas specjalnej procesji w Wielkim Tygodniu w Murcji, pochodzące z XVIII wieku (1780–1800). Placówkę zlokalizowano w Kościele Narodzenia Jezusa w 1957. Kościół ten uznano za zabytek w 1935, a w 1962 rozbudowano pod potrzeby muzealne. 1 marca 2007 ekspozycję, po reorganizacji, otworzył król Jan Karol I Burbon.